# Kirby Heyborne
Kirby Heyborne (Evanston, Wyoming, Estados Unidos em 08 de outubro de 1976) é um ator, músico, cantor e compositor, narrador e comediante norte-americano conhecido por seu trabalho em Lazy Muncie e filmes SUD.

## Início da vida e da educação
Heyborne formou na Alta High School em Utah em 1995, onde foi presidente do corpo estudantil. Ele serviu uma missão de tempo integral para a Igreja de Jesus Cristo dos Santos dos Últimos Dias (Igreja SUD), na República Dominicana. Mais tarde, ele se formou na Universidade de Utah, com uma licenciatura em Economia.

## Carreira
Kirby é um ator e músico. Ele lançou vários CDs em que ele canta e toca guitarra. No entanto, Heyborne se tornou muito popular na cultura Mórmon depois de estrelar no filme The R.M. em 2003. Sua primeira aparição em um filme não-SUD era como "Teddy" em The Three Stooges (Os Três Patetas) em 2012.
Kirby é também um talentoso narrador, e tem prestado trabalho de voz para muitos romances, contos, e os títulos de não-ficção.
Kirby gerou alguma controvérsia no mundo Mórmon em 2008 depois de decidir a aparecer no comercial de cerveja da Miller Lite. Kirby afirmou que a oportunidade foi uma resposta à oração, e uma maneira de alimentar sua família. Mais tarde, foi negado a oportunidade de jogar na BYU, onde tinha jogado frequentemente no passado, devido ao seu envolvimento com o comercial.
Ele também apareceu em um comercial da Best Buy no final do verão de 2013, a promoção de vendas para telefones Verizon para uma próxima venda back-to-school. Seu comercial foi ao ar durante a programação do horário nobre da CBS em 26 de agosto de 2013.